# Stefaniola nanophytonicola
Stefaniola nanophytonicola är en tvåvingeart som beskrevs av Fedotova 1989. Stefaniola nanophytonicola ingår i släktet Stefaniola och familjen gallmyggor.
Artens utbredningsområde är Kazakstan. Inga underarter finns listade i Catalogue of Life.